# Notre-Dame-du-Portage
Pour les articles homonymes, voir Notre-Dame.
Notre-Dame-du-Portage est une municipalité canadienne de plus de 1 000 habitants faisant partie de la municipalité régionale de comté de Rivière-du-Loup, au Bas-Saint-Laurent dans l'Est du Québec. Située en bordure du fleuve Saint-Laurent, Notre-Dame-du-Portage est une destination de villégiature reconnue.

## Toponymie
Le choix d'intégrer le nom de « Notre-Dame » dans le toponyme de la municipalité a été fait par l'évêque Charles-François Baillargeon en l'honneur de l'Immaculée Conception de la Vierge Marie,. Quant à elle, la partie « Portage » est due à la situation de l'église paroissiale de l'époque qui était située à l'entrée du chemin du Portage, une voie de communication importante à l'époque de la fondation de la paroisse,. Cet ajout permettait de distinguer la municipalité de celle de Notre-Dame-du-Lac, aujourd'hui fusionnée à Témiscouata-sur-le-Lac dans la MRC du Témiscouata.
Les habitants sont appelés les Portageois et les Portageoises,.

## Histoire

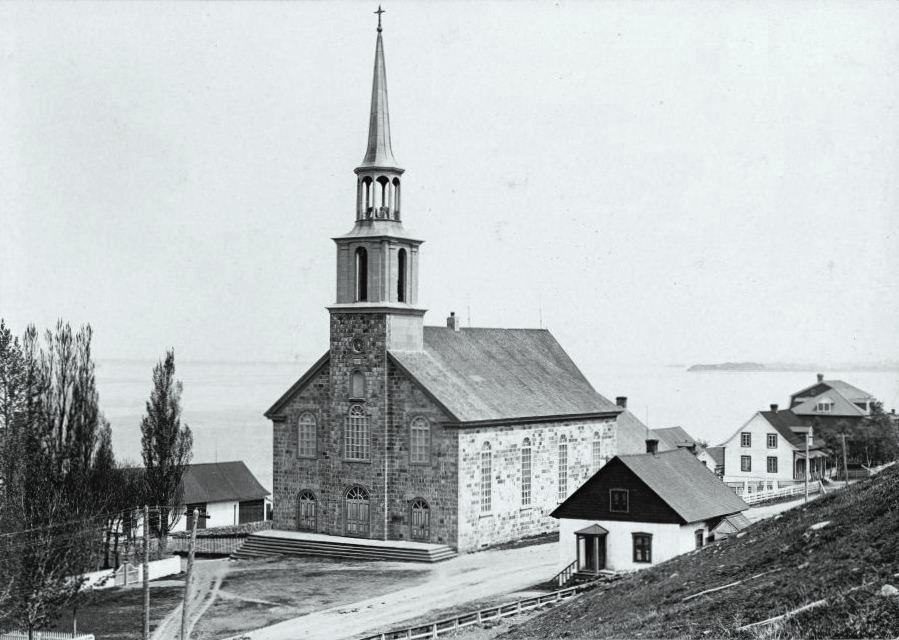
Église de Notre-Dame-du-Portage vers 1915

La construction de la première chapelle débute le 30 mai 1855 sous la supervision du curé de Rivière-du-Loup Narcisse Beaubien,. La première messe y est célébrée le 1er novembre 1855 par le curé Beaubien alors que la chapelle reçoit sa bénédiction,. La paroisse est érigée canoniquement le 1er mars 1856 alors que la municipalité de paroisse est créée officiellement le 19 juillet de la même année à partir de territoires des paroisses de Saint-Patrice de Rivière-du-Loup et de Saint-André-de-Kamouraska,,. Un petit chemin de croix donné gratuitement à la chapelle est béni par l'abbé Michaud le 10 mars 1857. Le curé Beaubien est souvent considéré comme étant le fondateur de la paroisse de Notre-Dame-du-Portage mais le premier curé résident est l'abbé Esdras Rousseau, à partir de 1858 jusqu'en 1860. La construction de l'église actuelle, de style roman, débute en 1859 avec deux entrepreneurs Charles Bernier de Cap-Saint-Ignace et Philippe Fortin de Montmagny ; la pierre angulaire est bénie le 21 juillet 1859. La construction de l'église est terminée en 1863 mais la première messe y est célébrée en 1862. La chapelle est transformée en presbytère,. En 1889, un carillon de trois cloches est ajouté à l'église par l'abbé de la Chevrotière ; les cloches ont été fabriquées à Villedieu, en France, par la Maison Havard et importées par J.-A. Langlais, de Québec. Le carillon est béni par le cardinal Elzéar-Alexandre Taschereau le 16 juin 1889. Le premier chemin de croix de l'église est acheté en septembre 1892 par l'abbé Girard; celui-ci est peint sur toiles. En septembre de la même année, l'abbé Girard achète également une madone blanche placée dans la façade de l'église,. En 1906, un second chemin de croix est acheté; il est composé d'une série de toiles peinte à l'huile. Il est béni et mis en place par l'abbé Taschereau le 27 octobre 1907. En 1983, un orgue Casavant datant de 1906 est acheté au monastère des Franciscains de Québec pour 2 000 $. Celle-ci est inaugurée en février de l'année suivante. Le 19 novembre 2005, Notre-Dame-du-Portage change son statut de municipalité de paroisse pour celui de municipalité. À l'été 2006, la municipalité célèbre sont 150e anniversaire de fondation.

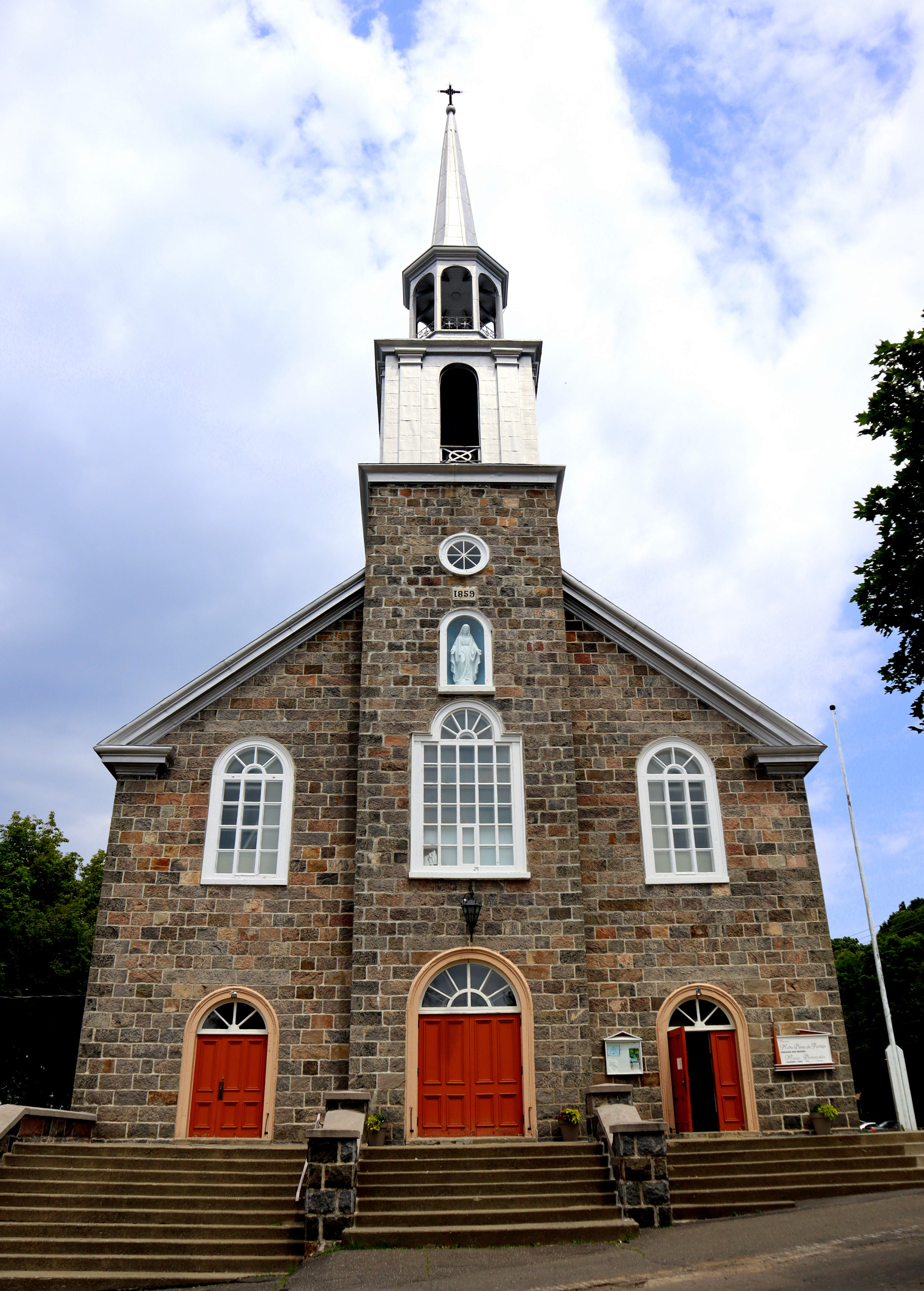
Façade de l'église actuelle
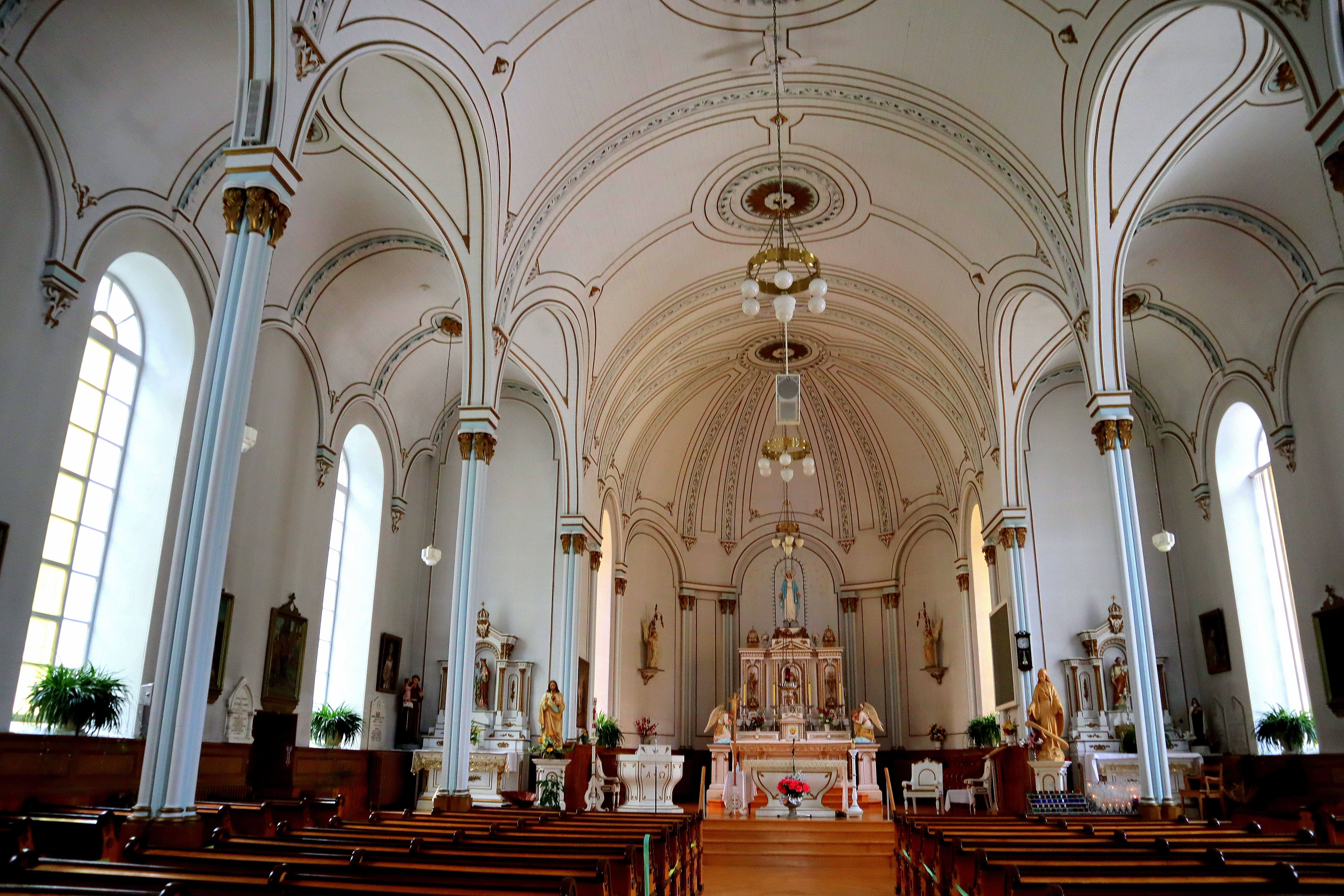
Nef centrale et le chœur
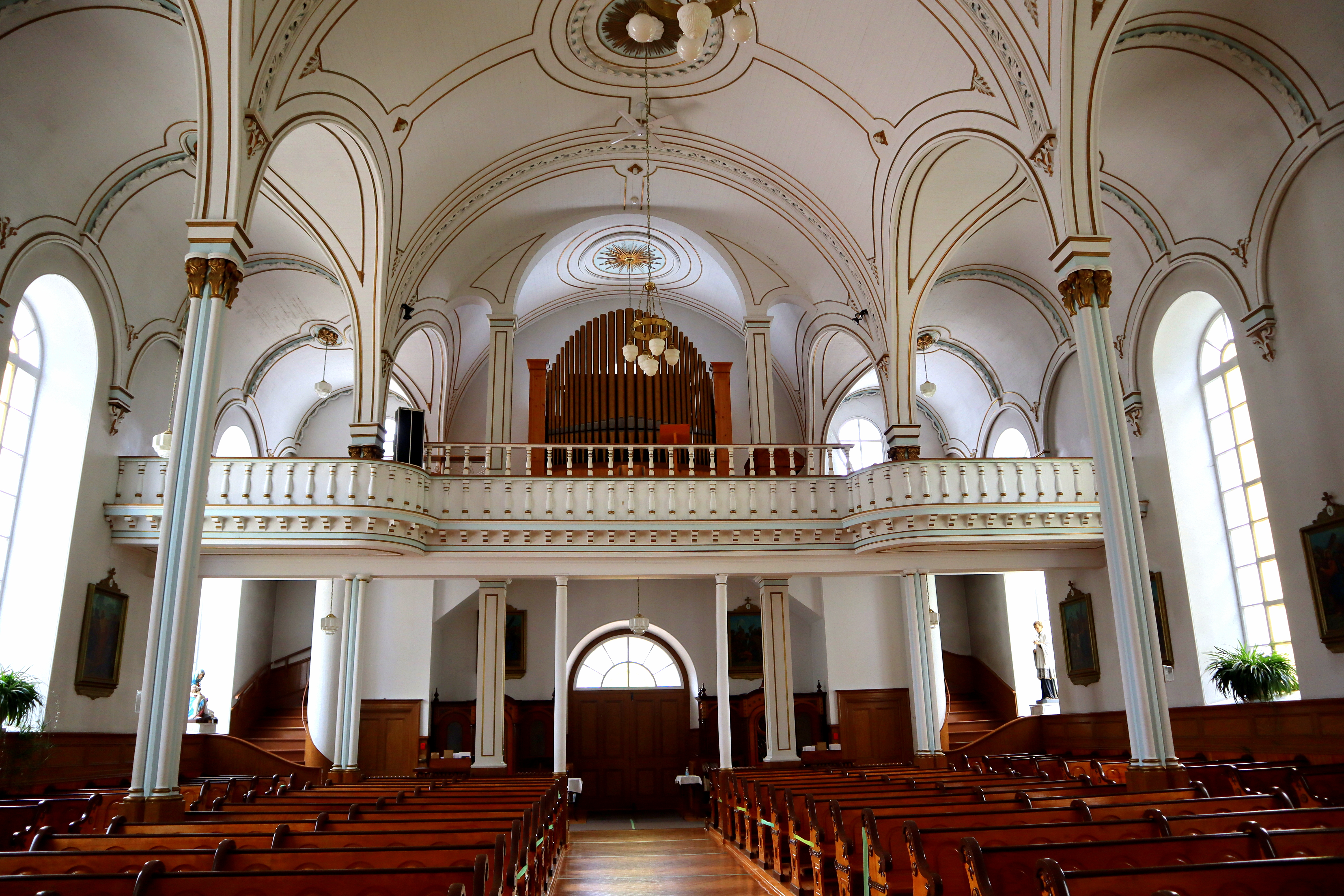
Arrière de l'église avec le jubé et l'orgue

## Géographie
Notre-Dame-du-Portage s'étend de façon linéaire sur un mince cordon riverain situé entre le fleuve Saint-Laurent et le rebord d'un plateau agricole traversé par la route Transcanadienne. Elle est située à 200 km au nord-est de Québec et à 500 km au sud-est de Gaspé. Les villes importantes près de Notre-Dame-du-Portage sont Rivière-du-Loup à 12 km au nord-est, Saint-Pascal à 35 km au sud-ouest et Témiscouata-sur-le-Lac à 65 km à l'est. Notre-Dame-du-Portage est située à la hauteur de l'île aux Lièvres dans le fleuve Saint-Laurent. Son territoire couvre une superficie de 39,55 km2.
La rivière du Loup traverse la pointe sud-est de la municipalité vers le nord.
À partir de son crénon, dans l'ouest, la rivière des Caps coule vers vers le sud-ouest.

## Démographie
| 1996  | 2001  | 2006  | 2011  | 2016  | 2021  |
| ----- | ----- | ----- | ----- | ----- | ----- |
| 1 209 | 1 172 | 1 262 | 1 193 | 1 151 | 1 296 |

Le recensement de 2011 y dénombre 1 193 habitants, une diminution de 5,5 % par rapport à 2006.
Selon Statistique Canada, la population de Notre-Dame-du-Portage était de 1 262 habitants en 2006. La municipalité a connu un taux de croissance démographique de 7,7 % en cinq ans. En effet, en 2001, la population y était de 1 172 habitants. L'âge médian de la population portageoise est de 47 ans.
Le nombre total de logements privés dans la municipalité est de 637. Cependant, seulement 538 de ces logements sont occupés par des résidents permanents. La majorité des logements de Notre-Dame-du-Portage sont des maisons individuelles.
Selon Statistique Canada, 0,8 % de la population de Notre-Dame-du-Portage est issue de l'immigration. 98,8 % de la population a le français comme langue maternelle ; le reste a une autre langue que le français ou l'anglais pour langue maternelle. 31,3 % de la population maitrise les deux langues officielles du Canada et toute la population connait le français. Selon Statistiques Canada, 0,8 % de la population a une identité autochtone.
Le taux de chômage de la municipalité était de 3 % en 2006. Le revenu médian des Portageois était de 28 942 $ en 2005.
15 % de la population de 15 ans et plus de Notre-Dame-du-Portage n'a aucun diplôme d'éducation. 36 % de cette population n'a que le diplôme d'études secondaires ou professionnelles. 0,8 % de cette population possède un diplôme de niveau universitaire. 98,6 % des diplômés de Notre-Dame-du-Portage ont effectué leurs études à l'intérieur du Canada. Les principaux domaines d'études des Portageois sont « l'architecture, le génie et les services connexes » ainsi que « la santé, les parcs, la récréation et le conditionnement physique ».

## Administration
Le conseil municipal de Notre-Dame-du-Portage est composé d'un maire et de six conseillers qui sont élus en bloc à tous les quatre ans sans division territoriale,.
| Mandat      | Fonction    | Nom,               |
| ----------- | ----------- | ------------------ |
| 2013 - 2017 | Maire       | Vincent More       |
| 2013 - 2017 | conseillers |                    |
| 2013 - 2017 | #1          | Suzette de Rome    |
| 2013 - 2017 | #2          | Jacqueline Poirier |
| 2013 - 2017 | #3          | Marie Diament      |
| 2013 - 2017 | #4          | Emmanuelle Garnaud |
| 2013 - 2017 | #5          | Claude Caron       |
| 2013 - 2017 | #6          | Stéphane Fraser    |

| Notre-Dame-du-Portage Maires depuis 2005                                                                             |                    |         |          |
| Élection | Maire              | Qualité | Résultat |
| 2005 | Nathalie Tremblay  |         | Voir     |
| 2009 | Louis Vadeboncoeur |         | Voir     |
| 2013 | Vincent More       |         | Voir     |
| 2017 | Vincent More       | Voir    |          |
| 2021 | Vincent More       | Voir    |          |
| Élection partielle en italique Depuis 2005, les élections sont simultanées dans toutes les municipalités québécoises |                    |         |          |

De plus, Louis Breton est le directeur général, le secrétaire-trésorier et le coordonnateur en mesures d'urgence de la municipalité.

## Éducation
Notre-Dame-du-Portage comporte une école qui accueille une centaine d'élèves. Elle offre l'éducation préscolaire aux enfants de 4 et 5 ans en plus des six niveaux d'éducation primaire. Elle comporte un total de cinq groupes : un pour les deux niveaux préscolaires et quatre pour les niveaux primaires. Les classes primaires sont donc jumelées selon les besoins.
L'école porte le nom de la municipalité. Elle fait partie de la commission scolaire de Kamouraska - Rivière-du-Loup,. Elle est située sur la route du Fleuve,.

## Culture
Le presbytère de Notre-Dame-du-Portage a été utilisé comme lieu de tournage pour la série télévisée Cormoran.
Un monument représentant un portageur est situé à l'ouest de l'église, où l'on croit que débutait le chemin du Portage.
Joseph-Gaspard Boucher (1897-1955) est un éditeur, un imprimeur et un homme politique né à Notre-Dame-du-Portage.

## Tourisme
Les panoramas remarquables sur le fleuve Saint-Laurent et les montagnes de Charlevoix constituent les principaux attraits touristiques de Notre-Dame-du-Portage. La municipalité fait partie des plus beaux villages du Québec. De plus, ses couchers de soleils ont été classés 2e par le National Geographic[réf. nécessaire]. Les auberges de la municipalité sont d'ailleurs renommées pour leur accueil et leur vue imprenable sur les couchers de soleil. Notre-Dame-du-Portage comporte également un patrimoine architectural ancien. Au nombre des attractions de Notre-Dame-du-Portage, on retrouve aussi l'une des seules piscines extérieures à eau salée du Québec. La pizzeria des battures est un endroit incontournable à Notre-Dame du Portage. Le restaurant offre des pizzas d’inspiration napolitaine cuites dans un four à bois. De plus, le restaurant est équipé d’une belle et grande terrasse qui donne la vue sur le fleuve du Saint-Laurent.

### Quelques maison patrimoniales

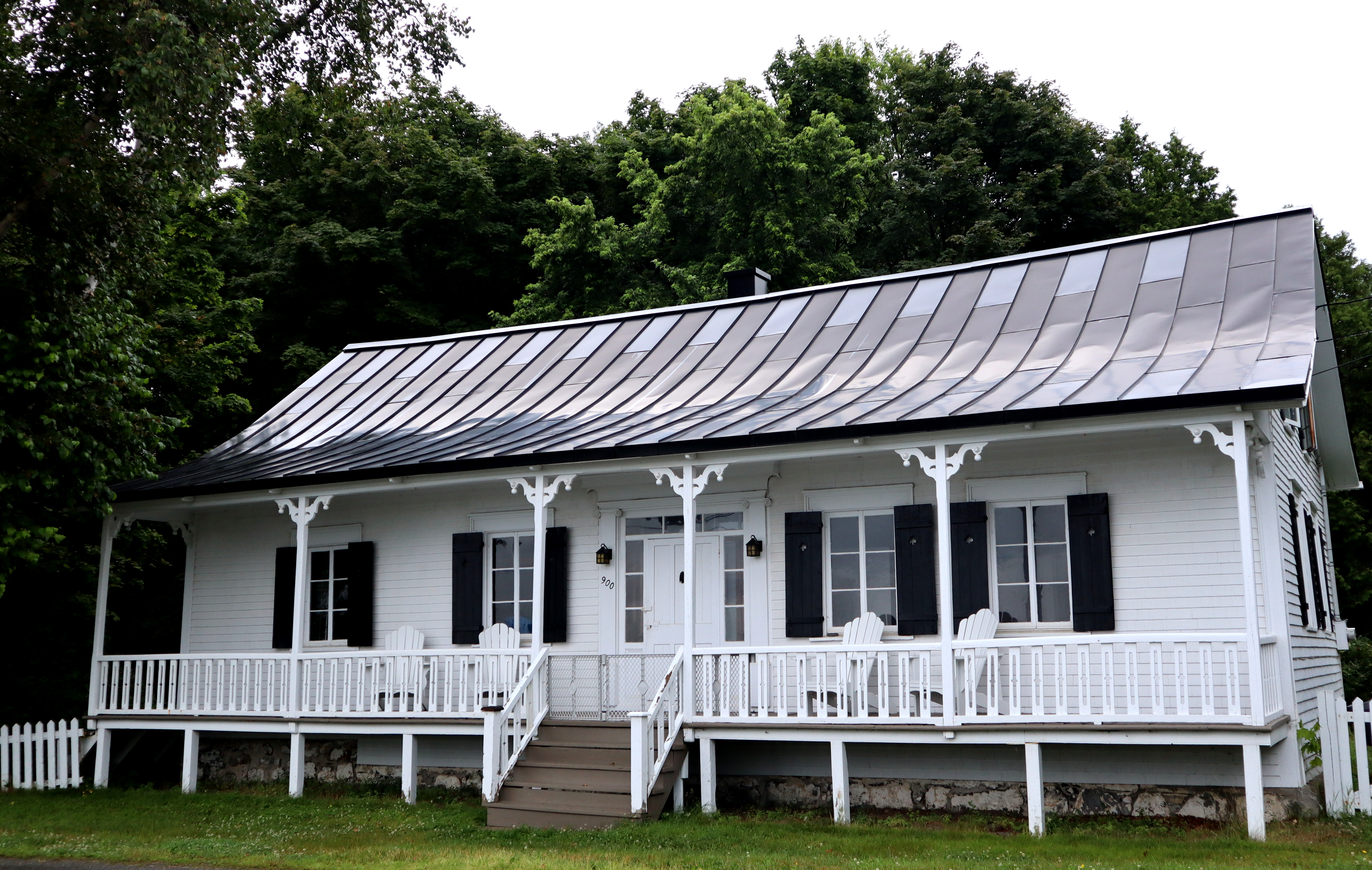
Maison Jean-Narrache
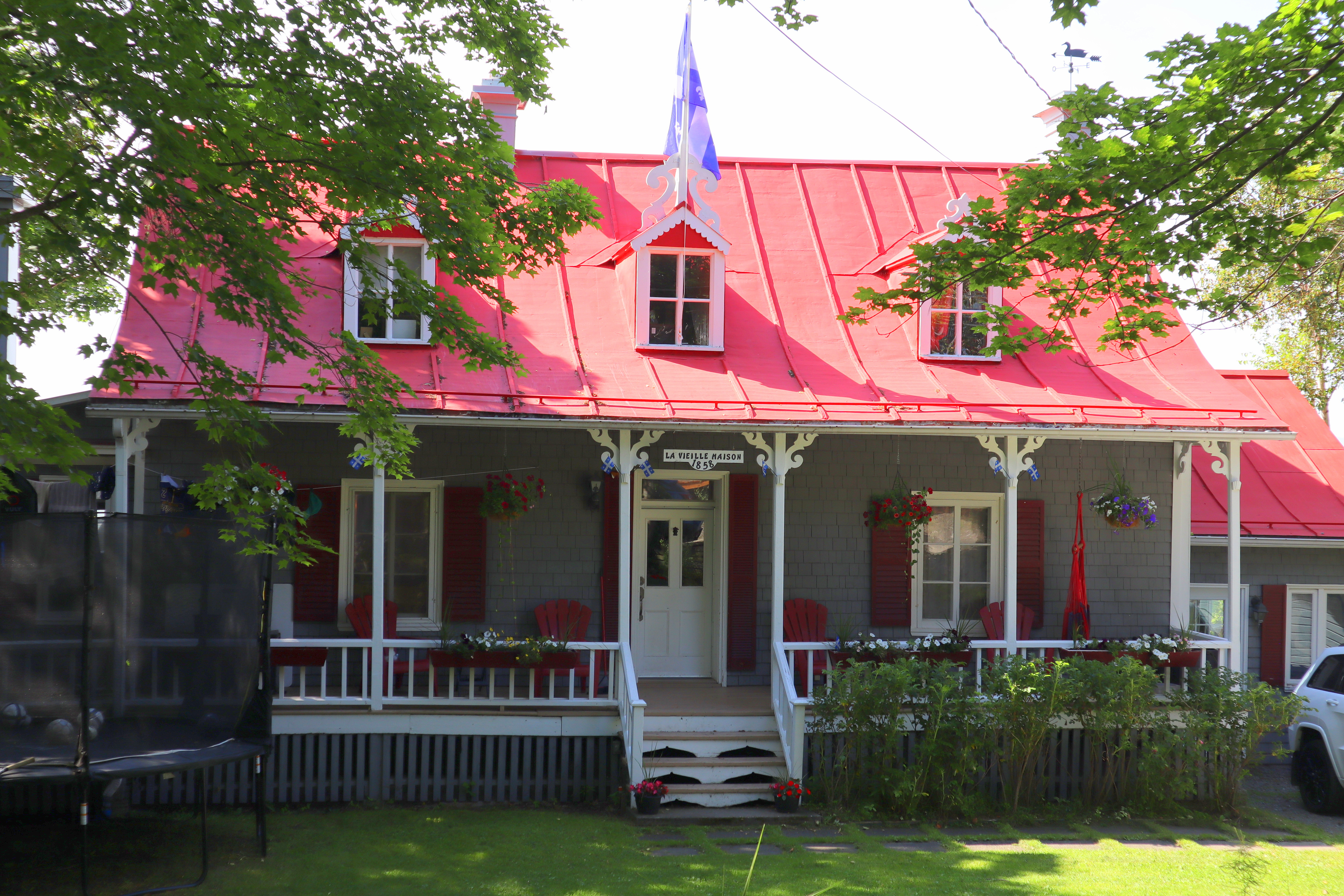
Maison Michaud
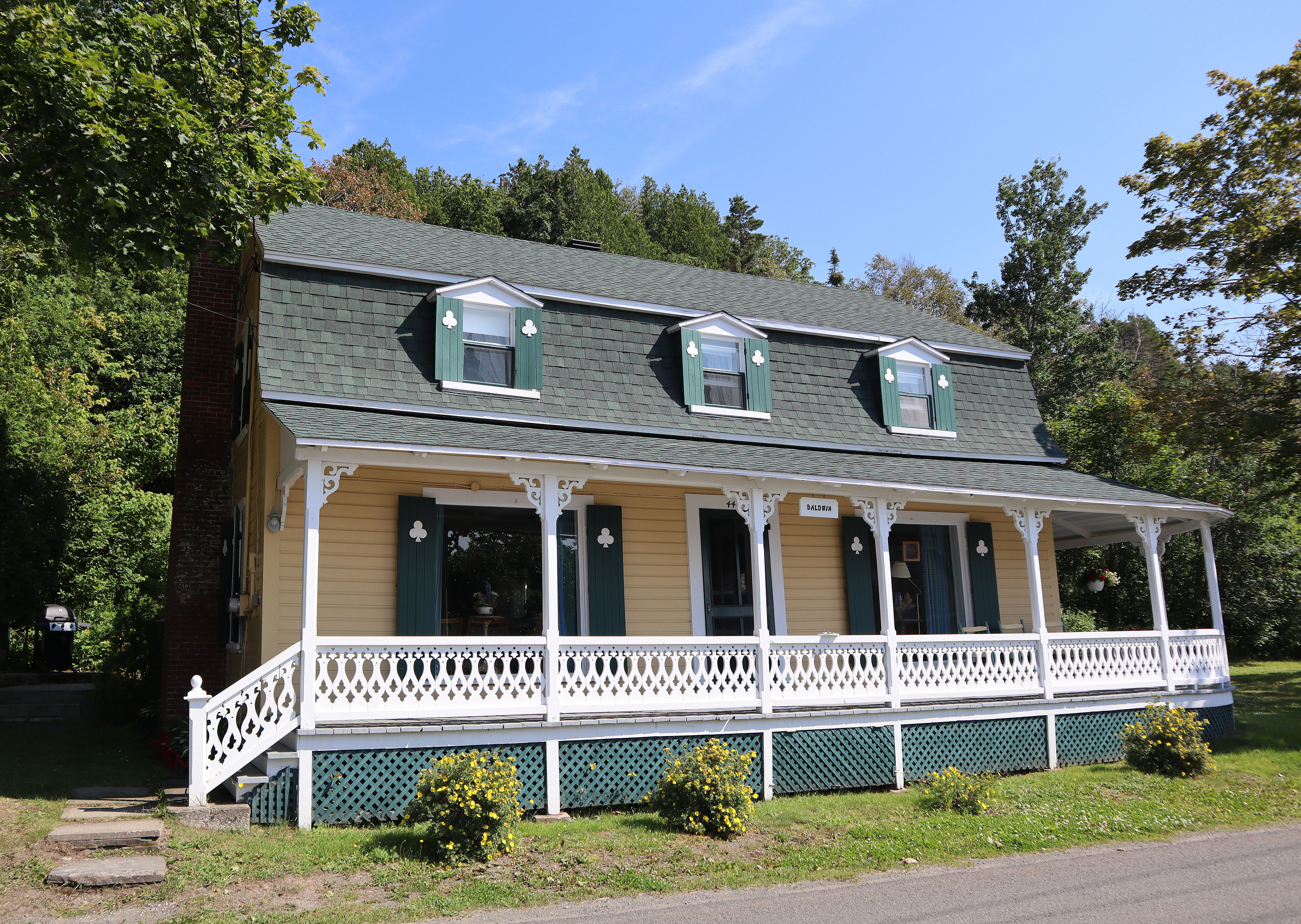
Maison Baldwin
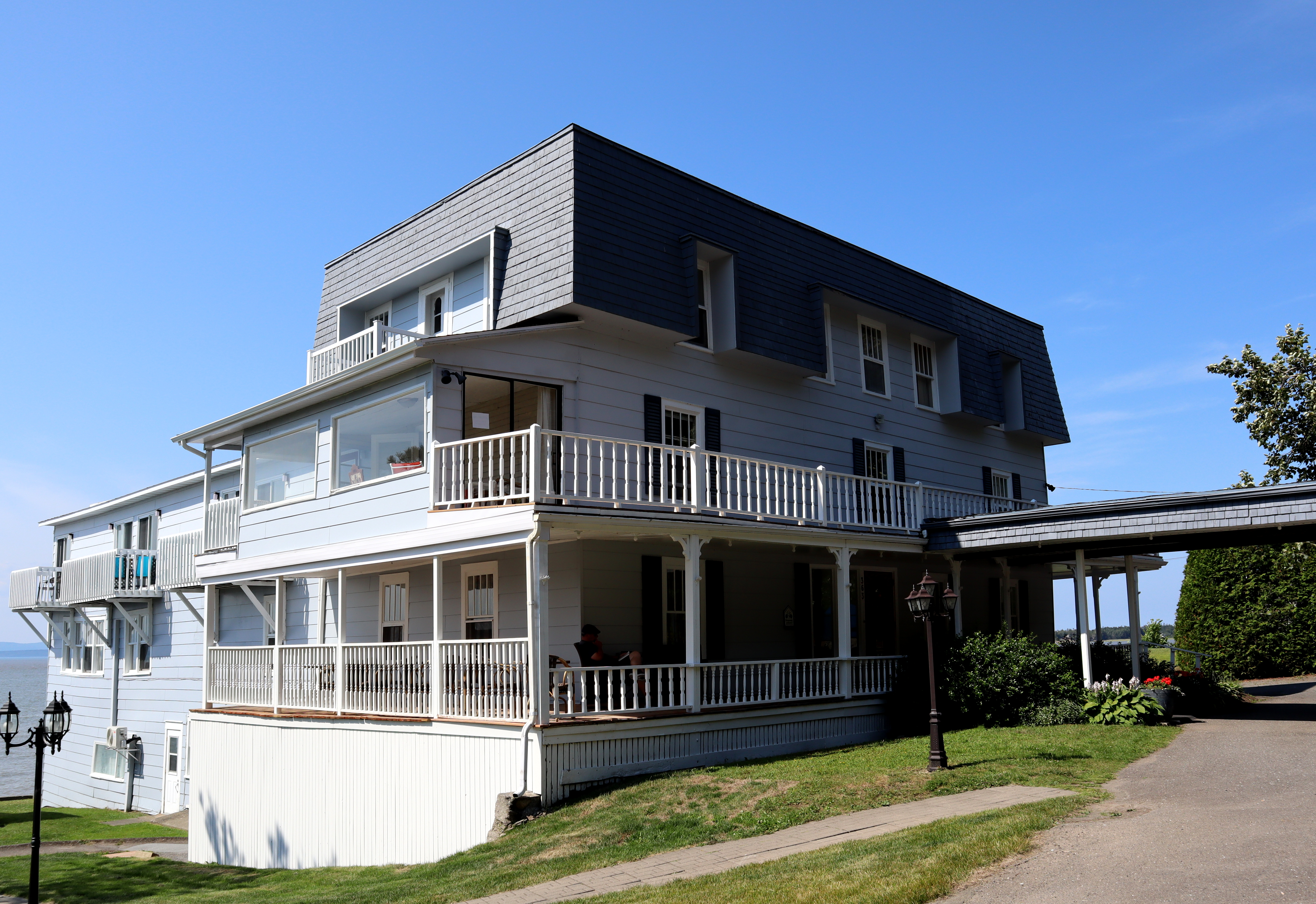
L'Auberge sur mer

## Galerie

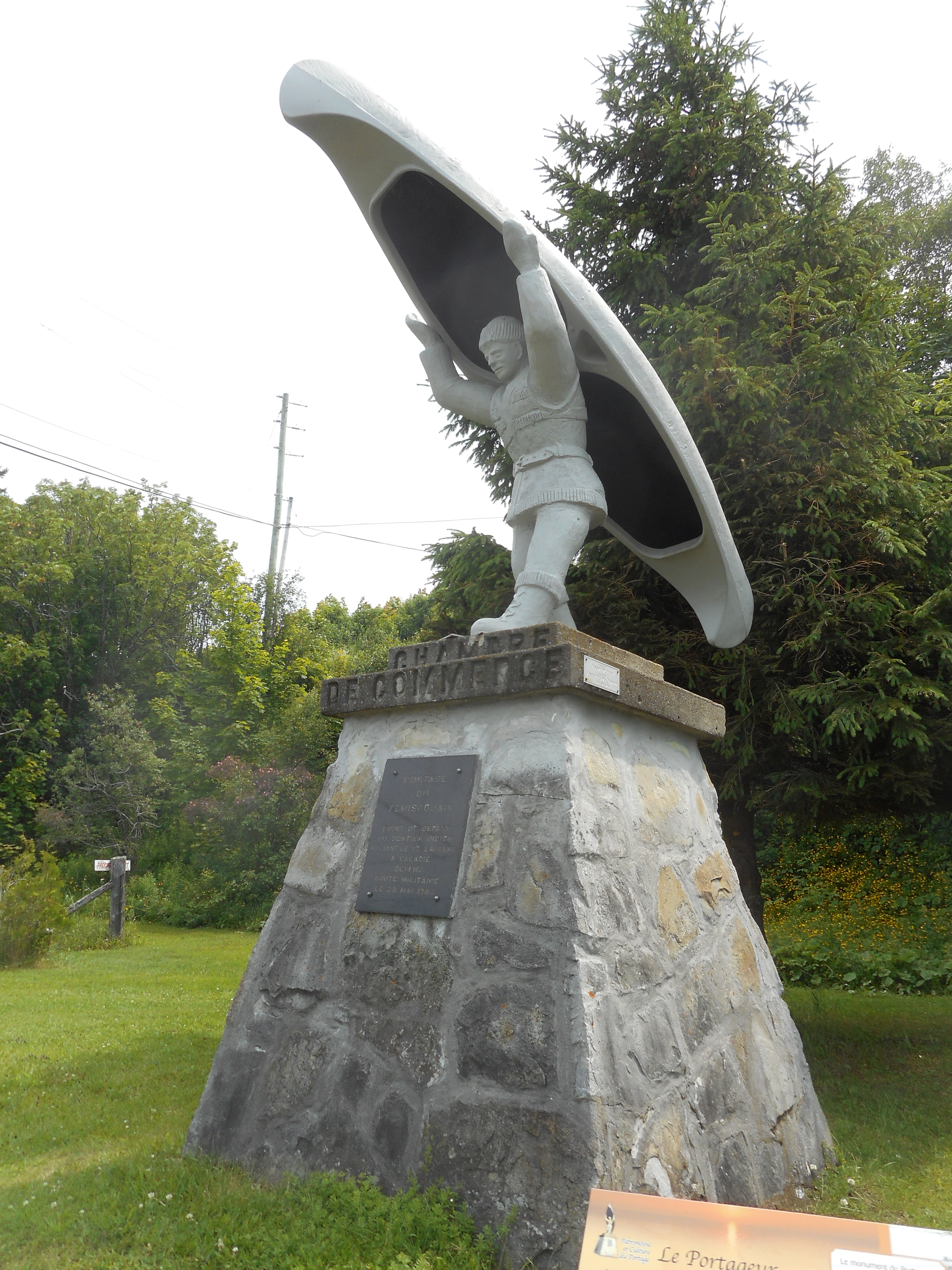
Monument du Portageur
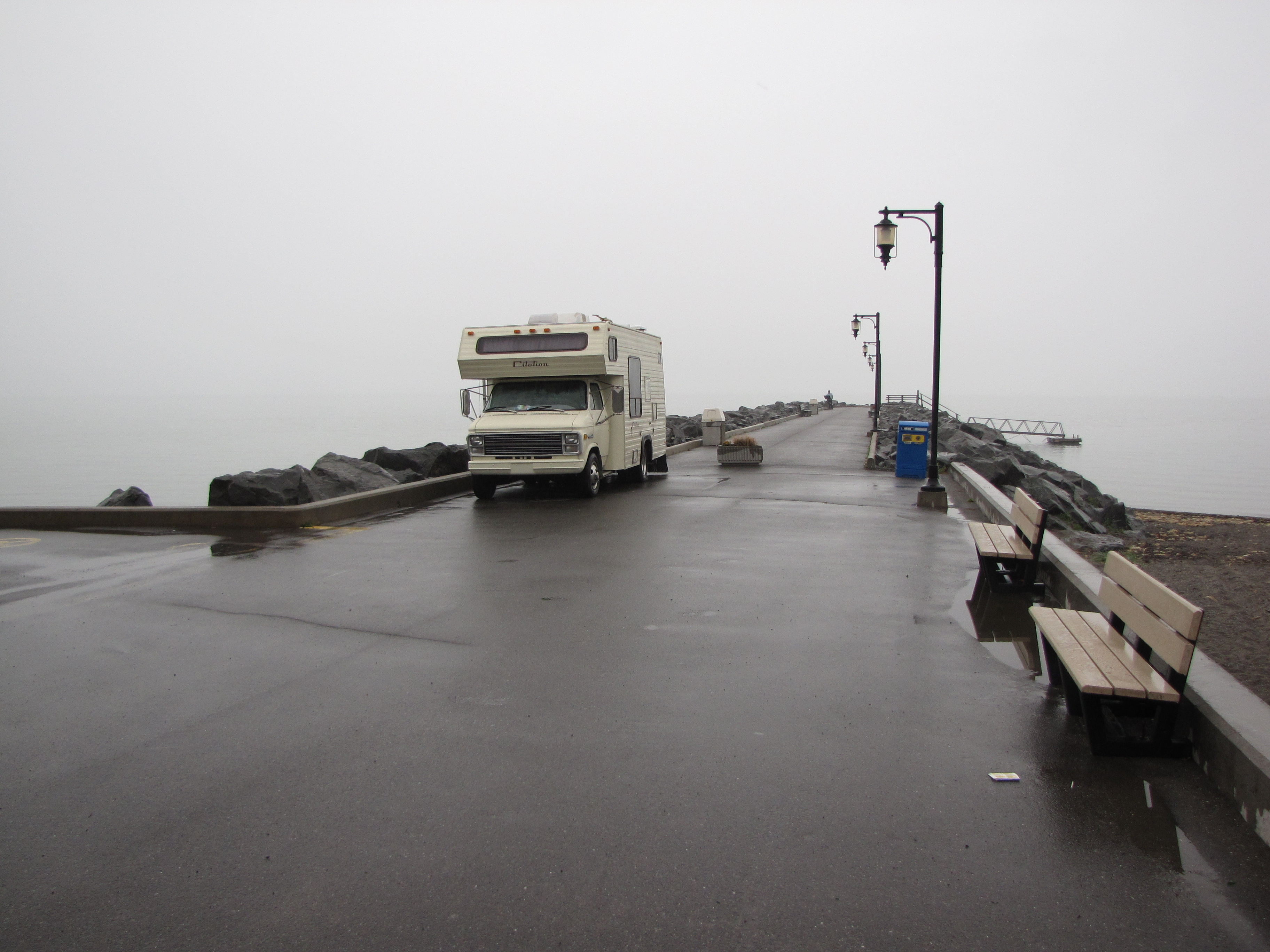
Le quai de Notre-Dame-du-Portage
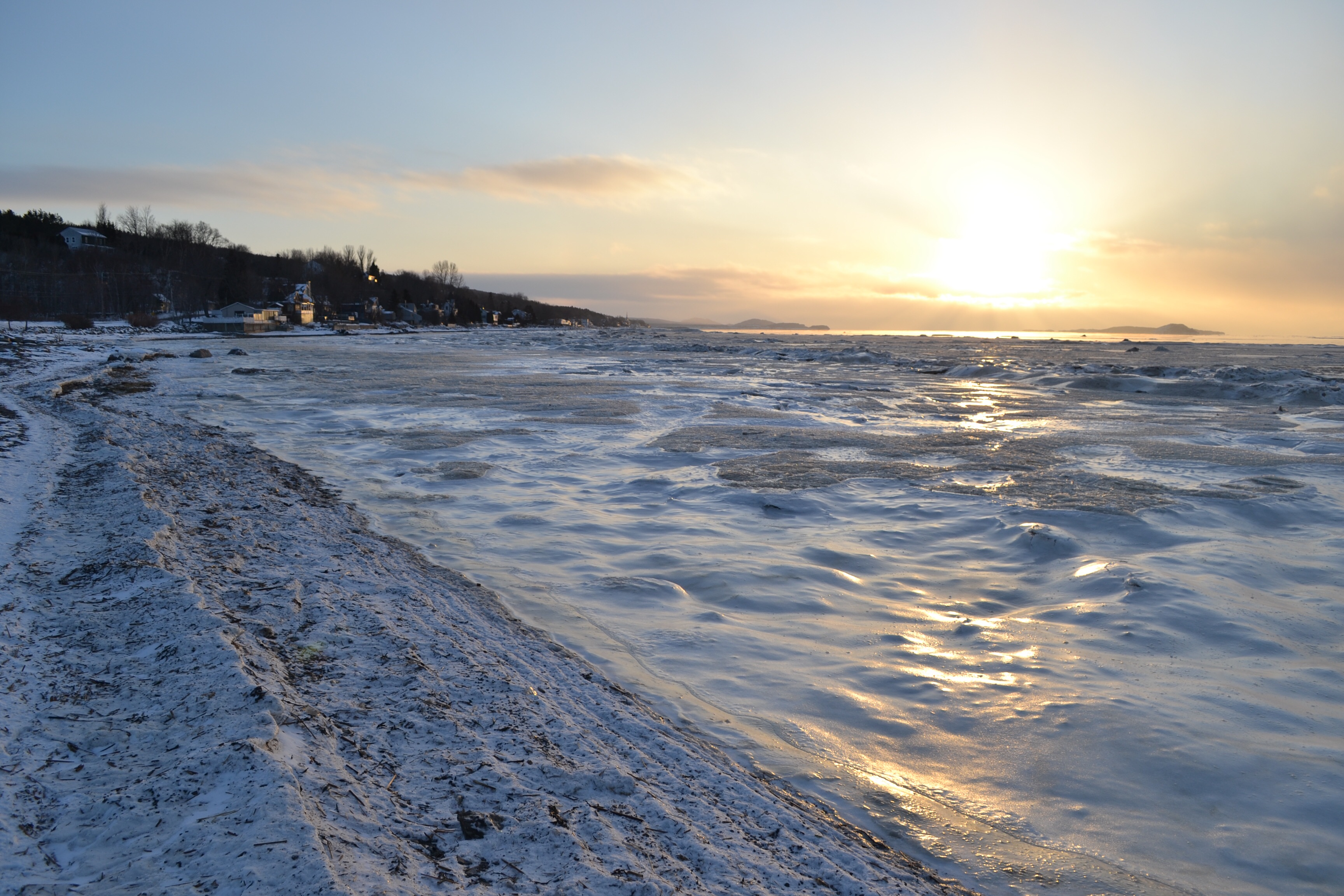
Fleuve Saint-Laurent à Notre-Dame-du-Portage
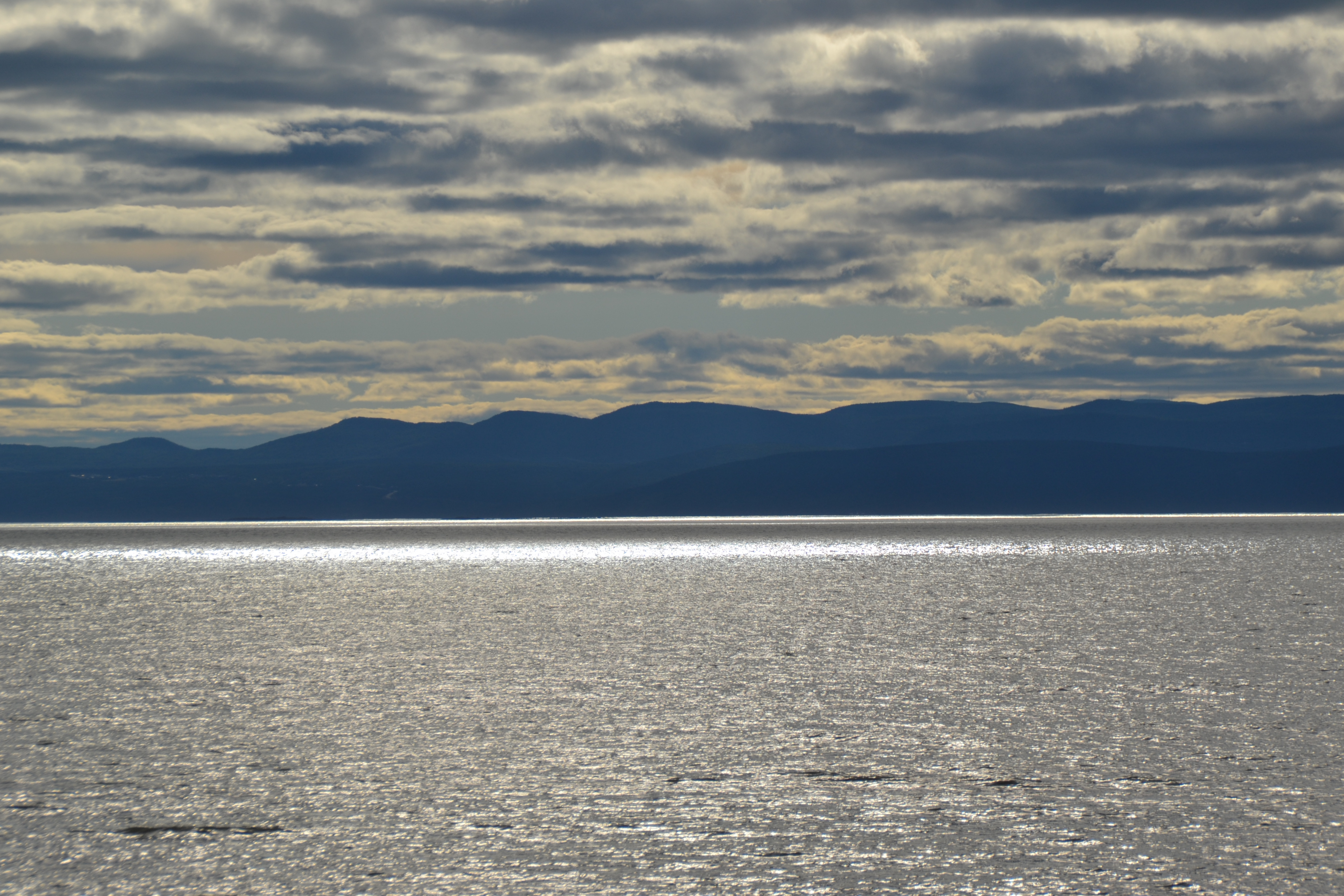
Des reflets bleu-gris sur le Saint-Laurent.
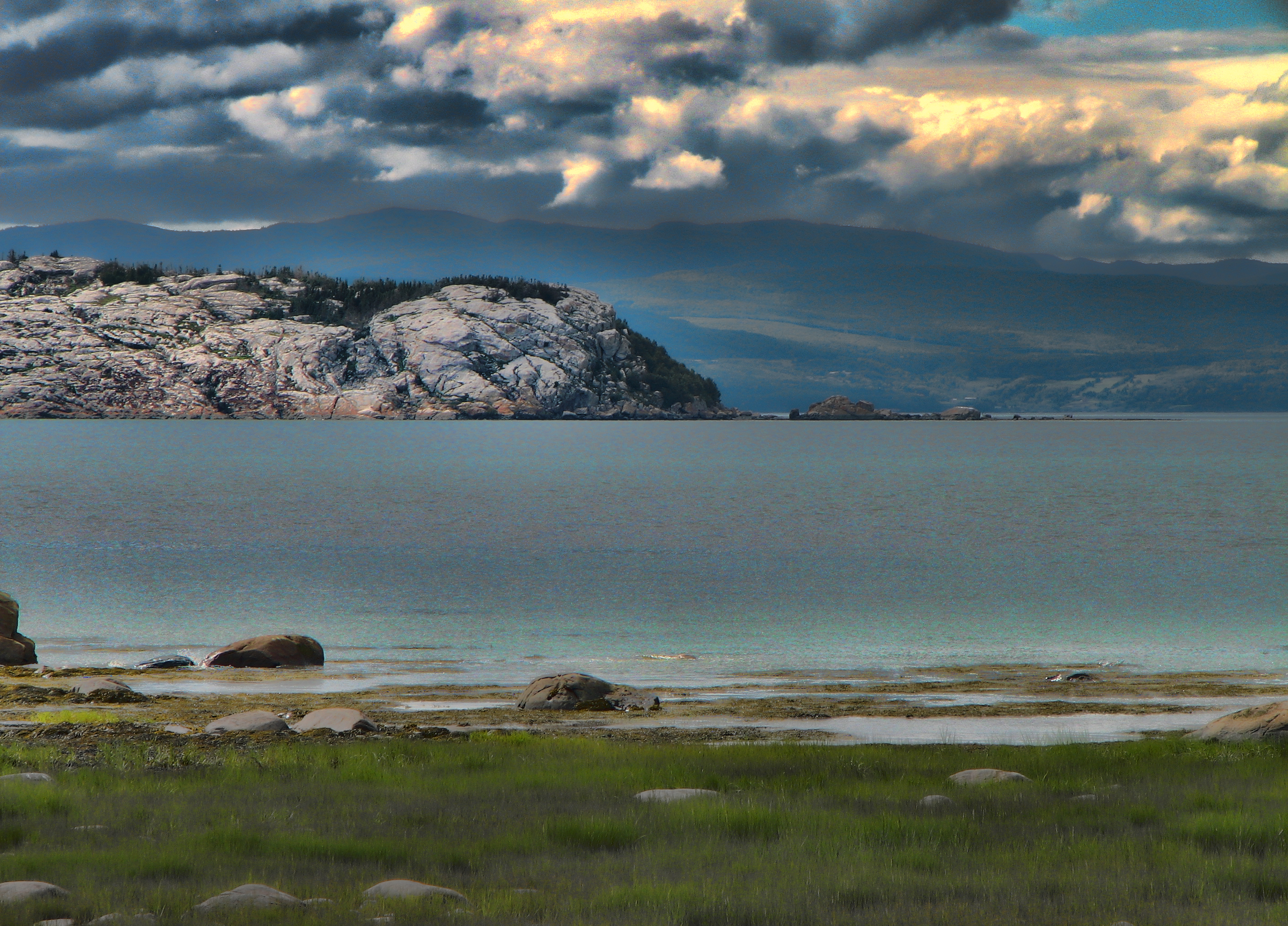
Le fleuve Saint-Laurent à Notre-Dame-du-Portage